# Triple Play (série)
Triple Play é uma série de jogos eletrônicos baseados na Major League Baseball, publicada pela EA Sports até sua substituição pelo MVP Baseball em 2003.
A GameSpot afirmou que outras simulações (por exemplo, a versão da Sega) eram superiores ao Triple Play, enquanto a GamePro o saudou como "a melhor simulação de beisebol até agora". Os editores da Electronic Gaming Monthly nomearam o Triple Play Gold Edition como vice-campeão do Genesis Game of the Year (atrás de Vectorman 2).

## Jogos
| Jogo                 | Data de lançamento                                                        | Atleta da capa (equipe)              | Plataformas                                    |
| -------------------- | ------------------------------------------------------------------------- | ------------------------------------ | ---------------------------------------------- |
| Triple Play 96       | 1995                                                                      | N/A                                  | Sega Genesis                                   |
| Triple Play 97       | 24 de setembro de 1996                                                    | Tony Gwynn (San Diego Padres)        | PlayStation, Microsoft Windows                 |
| Triple Play 98       | 24 de junho de 1997                                                       | Brian Jordan (St. Louis Cardinals)   | PlayStation, Microsoft Windows                 |
| Triple Play 99       | 10 de março de 1998 (PS)30 de maio de 1998 (PC)                           | Alex Rodriguez (Seattle Mariners)    | PlayStation, Microsoft Windows                 |
| Triple Play 2000     | 22 de maio de 1999 (N64) 27 de março de 1999 (PS) 5 de abril de 1999 (PC) | Sammy Sosa (Chicago Cubs)            | PlayStation, Nintendo 64, Microsoft Windows    |
| Triple Play 2001     | 14 de março de 2000 (PS) 25 de março de 2000 (PC) 8 de maio de 2000 (GBC) | Mike Piazza (New York Mets)          | PlayStation, Microsoft Windows, Game Boy Color |
| Triple Play Baseball | 4 de março de 2001 (PC) 13 de março de 2001 (PS, PS2)                     | Jason Giambi (Oakland Athletics)     | PlayStation, PlayStation 2, Microsoft Windows  |
| Triple Play 2002     | 12 de março de 2002                                                       | Luis Gonzalez (Arizona Diamondbacks) | Xbox, PlayStation 2                            |

Todos os jogos continham as listas e horários do início da temporada do ano anterior ao descrito no nome, exceto o Triple Play 2002. Por exemplo, o Triple Play 2001 continha as listas e horários da temporada de 2000, e o Triple Play Baseball (sem um ano) continha as listas e horários para 2001. Isso é resultado da tradição de listar o ano em que a série termina, basquete, futebol e hóquei terminando em um ano diferente de quando começaram. O beisebol é a única exceção, pois começa em março e termina em outubro do mesmo ano.
Os jogos foram produzidos principalmente para o console PlayStation, mas também foram lançados no PC e no Game Boy Color.